# 綠匯學苑
22°26′47″N 114°10′11″E / 22.446422°N 114.1697352°E
綠匯學苑（英語：Green Hub）位於香港新界大埔區運頭塘運頭角里11號，鄰近大埔墟，前身是1899年興建的舊大埔警署（英語：Old Tai Po Police Station），該警署為1898年簽定展拓香港界址專條以後，香港政府在新界设立的首所警署。

## 歷史

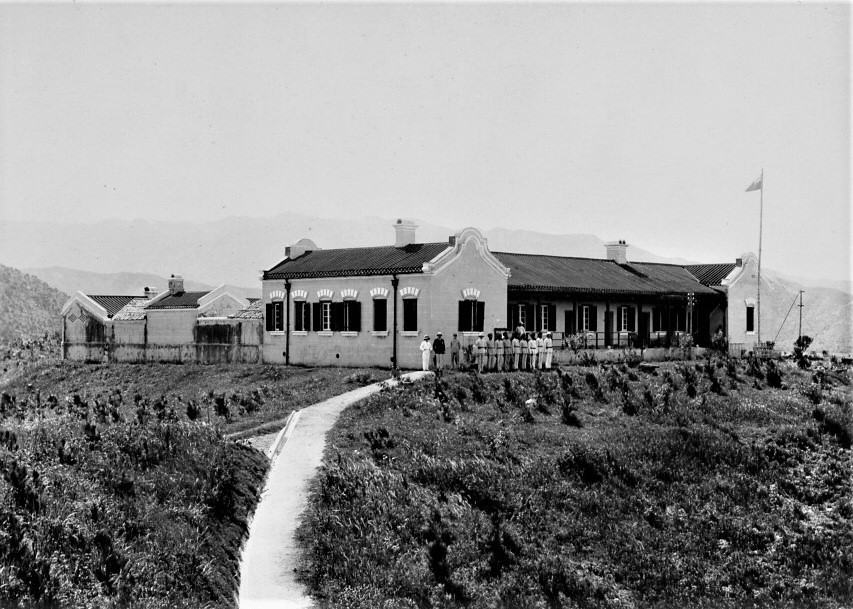
攝於1905年，港英政府在新界六日戰後在運頭角建立起大埔警署以加強管治。

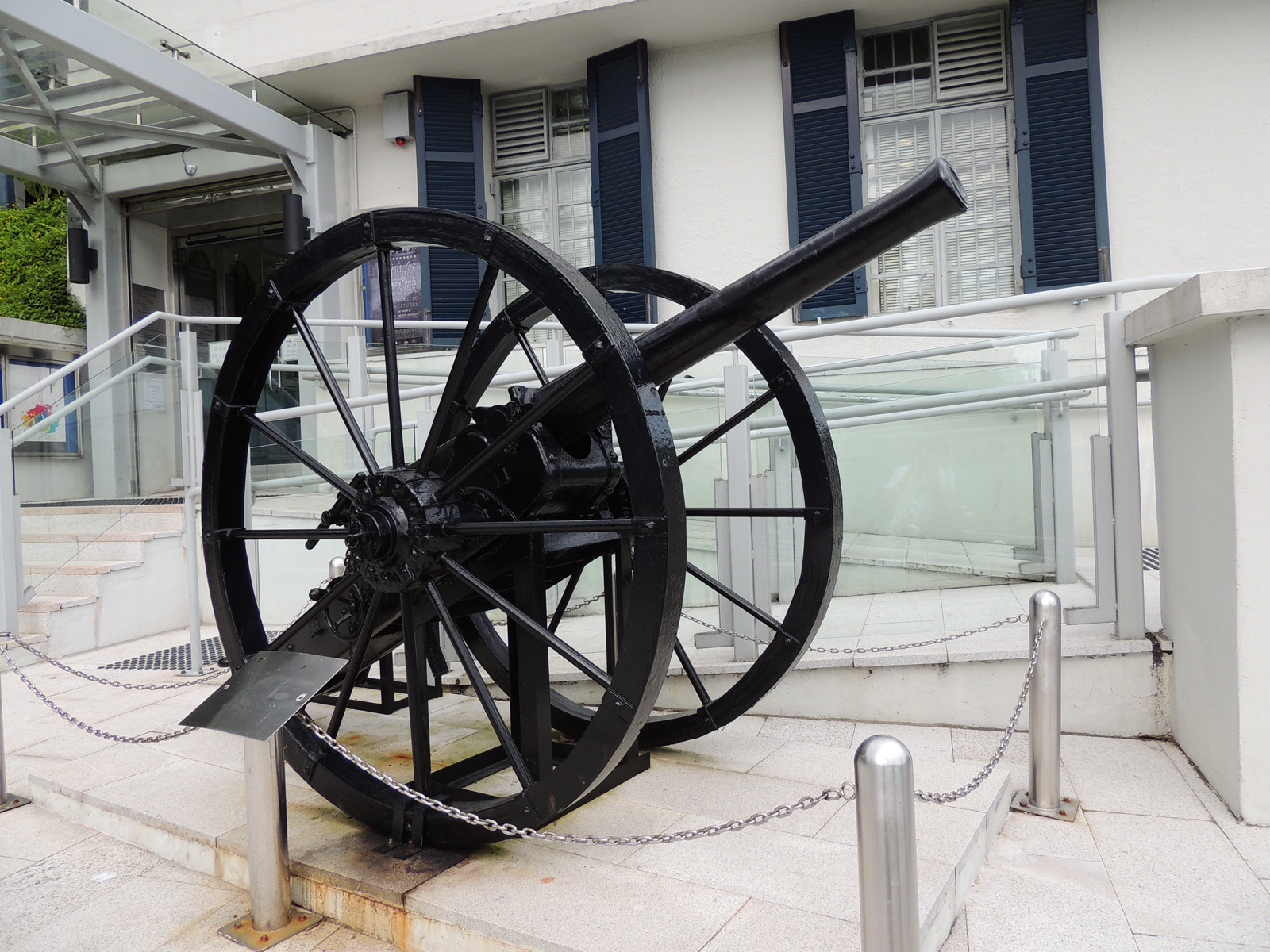
1896年鑄造的大埔野戰炮，曾駐守於舊大埔警署，現藏於警隊博物館

滿清政府在1898年簽定展拓香港界址專條租借新界，大埔成為當時新界的行政中心，香港政府選址在運頭角里的圓崗上興建警署，1899年3月27日，香港總督卜力遣警察司梅含理率人在此搭警棚準備接收新界,並於4月17日舉行升旗禮，正式接收新界租地，故把圓崗改稱為「旗桿山」(Flagstaff Hill)。連同附近的舊北區理民府、前新界分區警司官邸及位於元洲仔的前新界華民政務司官邸，成為象徵殖民地統治權力的建築群:3-4。
警署建於1899年，原由兩座單層式建築物組成，分別是主樓、職員宿舍大樓，建築群由草坪連接，主樓俯瞰吐露港，正面矗立一枝旗桿及炮台:6-7。主樓內設有報案室、警司辦公室、會議室、囚室、槍房等設施，而宿舍大樓則設有12個房間，供5位歐籍及32位印度籍或華籍警員使用，1930年代加建了單層的食堂大樓。主樓屬殖民地建築風格，具有外廊、紅磚牆、煙囪及斜尖，屋頂則受中式風格影響為金字瓦頂:4。
香港重光後，建築物先後改作警察分區辦事處、新界北總區防止罪案組辦事處及水警北分區臨時宿舍和辦事處:4。1987年，大埔分區警署搬遷至大埔中心一帶的現址，至2006年起空置。舊大埔警署在1988年獲評定為香港二級歷史建築。2009年12月18日改列為香港一級歷史建築。
2021年7月16日改列為法定古蹟。

## 復修及活化

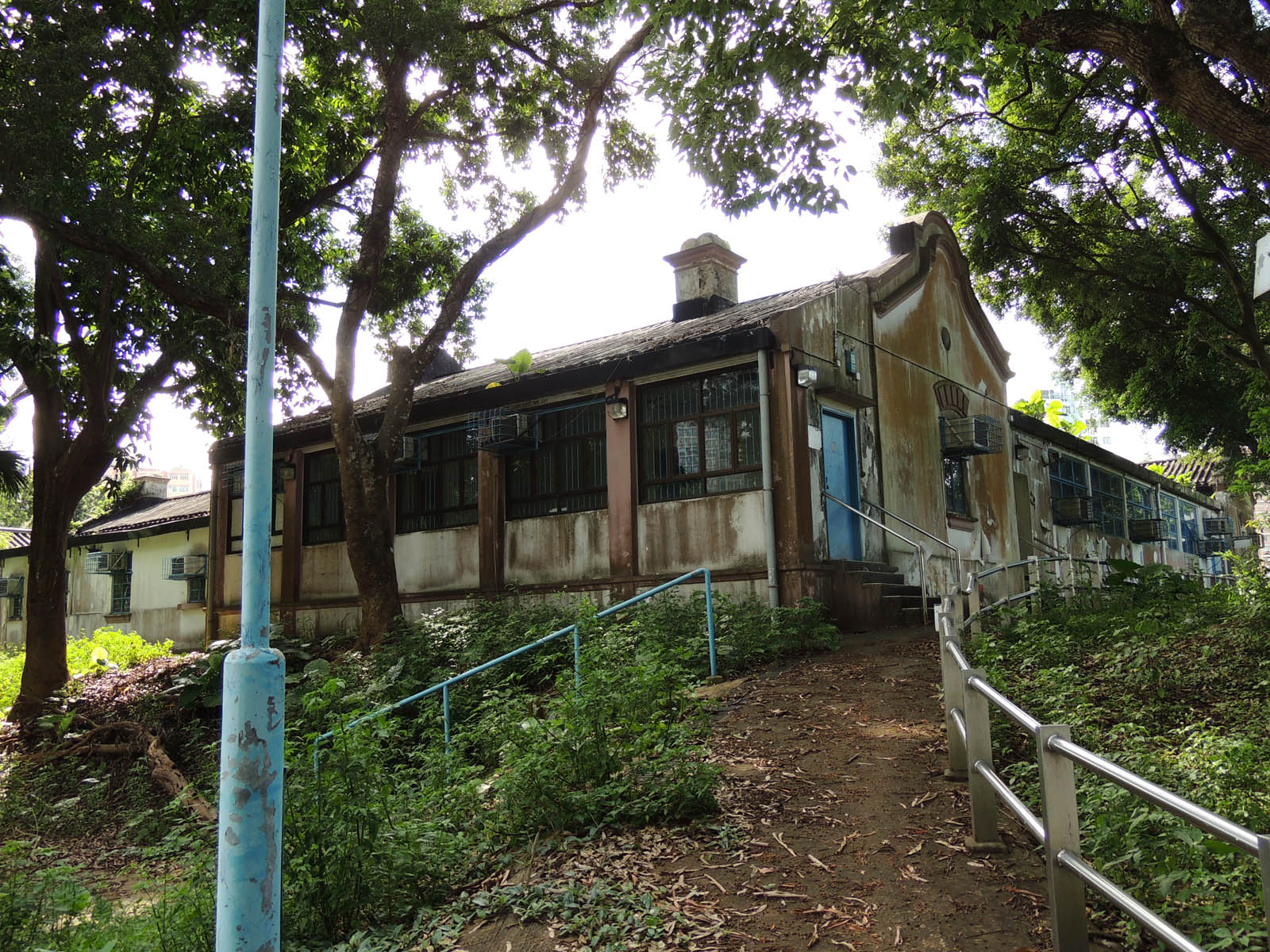
復修前的舊大埔警署

發展局在2008年推出首期活化歷史建築伙伴計劃，供非牟利機構申請活化保育，獲列為首批活化歷史建築之一的舊大埔警署，建議作為旅舍、度假營、教育機構、文化藝術村等用途，項目共接獲23份申請。但當局於2009年公布的最終結果，舊大埔警署卻宣告流標。
2009年中，發展局重推舊大埔警署作為第二期活化歷史建築計畫的資料，獲20份申請，其中包括聖保祿學校，建議發展為「聖保祿創意交流培訓中心」。活化歷史建築諮詢委員會在2010年9月完成評審建議書，經發展局局長接納及批准，由嘉道理農場暨植物園公司建議的「綠匯學苑」方案獲選。
復修工程耗資5,030萬元，由政府作非經常性資助。嘉道理農場將舊大埔警署活化為低碳生活的教育中心，取名為「綠匯學苑」，提供啟迪教育課程及培訓，向公眾宣揚環境保育訊息，並設立烹飪訓練區向學校團體推廣低碳飲食文化，又會設立稱為「福藝坊」的民間工藝工場，推廣民間工藝。機構亦計畫開闢文物徑，把舊大埔警署與大埔區內具生態及文化價值的文物資源連結。工程在2012年6月展開，預計在2014年第一季啟用。2015年11月6日，綠匯學苑正式開幕，特首梁振英出席開幕儀式並且致詞。

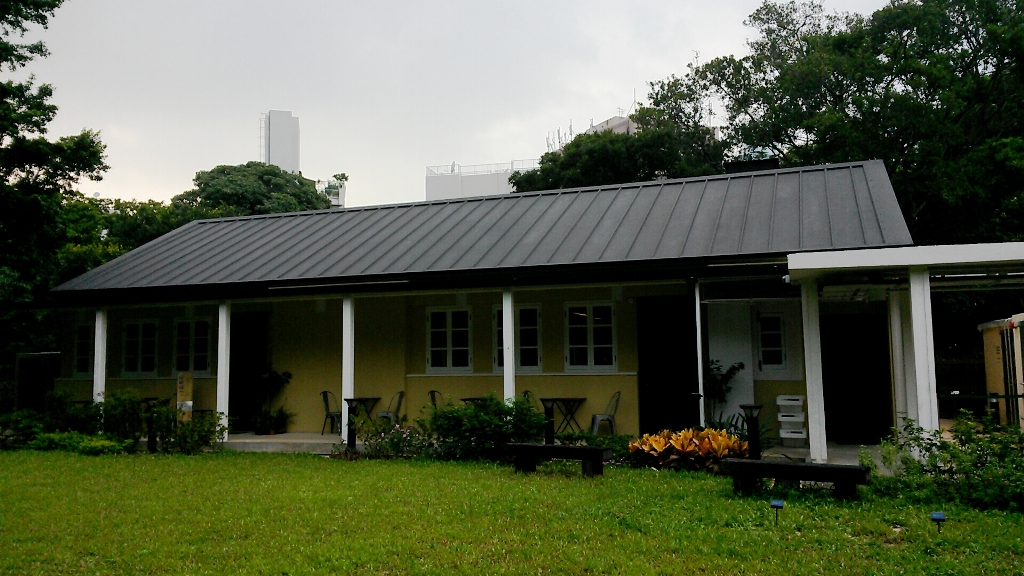
復修後的飯堂大樓
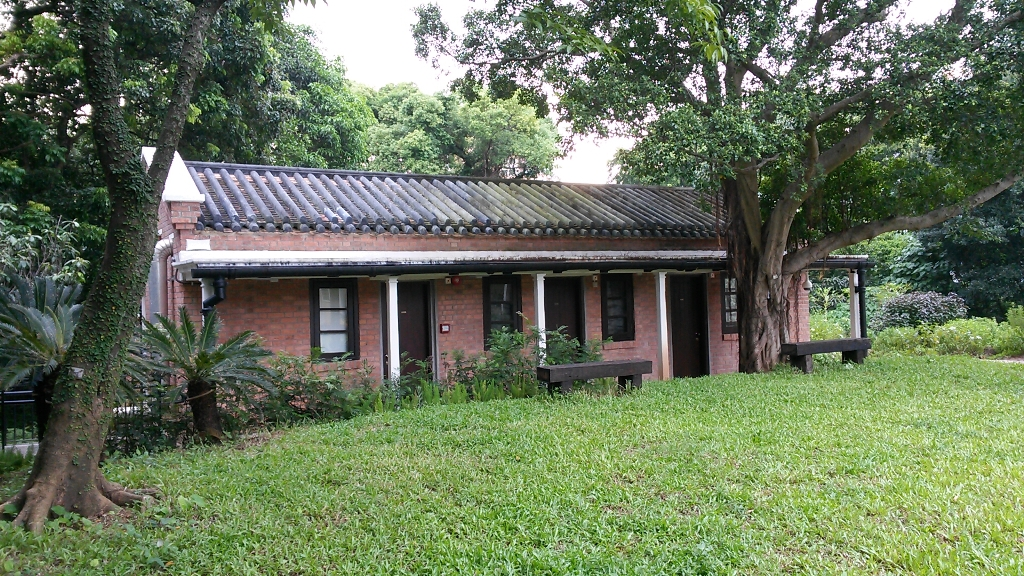
復修後的宿舍大樓